# Alex Þór Hauksson
Alex Þór Hauksson (26 de noviembre de 1999) es un futbolista islandés que juega en la demarcación de centrocampista para el Stjarnan Garðabær de la Úrvalsdeild Karla.

## Selección nacional
Después de jugar en la selección de fútbol sub-17 de Islandia, sub-19 y en la sub-21, finalmente hizo su debut con la selección absoluta el 15 de enero de 2019 en un encuentro amistoso contra Estonia que finalizó con un resultado de empate a cero.

## Clubes
| Club              | País     | Año       | Partidos | Goles |
| ----------------- | -------- | --------- | -------- | ----- |
| Stjarnan Garðabær | Islandia | 2015-2020 | 111      | 6     |
| Östers IF         | Suecia   | 2021-2023 | 75       | 6     |
| KR Reykjavík      | Islandia | 2024      | 28       | 1     |
| Stjarnan Garðabær | Islandia | 2025-     | 5        | 0     |